# 아자리야의 역사
이 문서는 조지아의 자치 공화국인 아자리야의 역사에 대한 글이다.

## 고대와 중세의 아자리야
고고학자들은 이 영토에서 신석기 시대부터 사람들이 거주했다고 말한다. 먼 옛날부터 모스흐의 고대 조지아 부족의 출현으로, 기원전 7~3세기에 아자리야의 영토는 콜키스의 지방이 되었다. 그 지역의 일부는 4세기 후반에 이베리아 왕국에 속하는 나라(사에리스타보)를 형성했다. 기원전 5, 4세기에는 그리스인에 의해 식민지화되어, 해안의 아자리야는 후일에 로마의 통치 하에 들었다. 바투스(아티스)(오늘날 바투미)와 압사로스(압사룬토스)(현시대 고니오)는 그 당시에 주요 도시들이었고 요새들이었다. 고고학적발굴은 오늘날 코불레티 마을 근처에 있는 피츠바리의 부유했던 고대 마을의 폐허를 드러냈다.2세기에, 바투스는 로마 대군의 중요한 군사 기지였다. 압사로스는 대군의 무대로 유명했다.
아자리야의 초기 기독교 시대는 성 안드레아, 성 시몬 (가나안), 마타타의 이름과 관련있다. 성 마티아는 바투미 근처의 고니오 요새에 묻혔다고 전해진다. 기원후 2세기에, 아자리야는 에그리시(라지카 왕국)과 합병되었다. 그 지방의 페트라 (치키스지리) 주요 요새는 542~562년에 비잔틴과 페르시아 간의 라지크 전쟁 기간 동안에 전장이었다.
9세기에, 그 지역은 타오-클라르제티와 압하지야 왕국의 두 조지아 속국들로 나뉘었다.
11세기에, 아자리야는 통일 조지아 왕국의 일부가 되었고 삼트스케-사타바고의 통치자에 의해 지배되었다. 그 지역은 11세기에 셀주크에 의해 그리고 13세기에는 몽골에 의해 파괴되었다. 아자리야는 1535년에 구리아 공국의 일부가 될때까지 여러 세력들을 거쳤다. 제노에세는 그 당시 요새화된 고니오 마을에 그들의 흑해 무역 "거래소"들 중에 한 곳을 건립했다.

## 오스만 통치 하의 아자리야
1547년에, 오스만은 그 지방을 습격했고 바투미를 점령했다. 1564년에 구리아의 구리엘리 로스톰 왕자에 의해 해방되된, 그 지역은 1582년에는 튀르키예의 통치 하로 들어갔다. 1069년에, 구리엘리 마미아 왕자는 일시적으로 바투미에 손을 땠다. 그러나, 구리아는 1614년에 오스만에게 그 지방을 잃었다. 그 지역은 두 산자크로 분할되었으며 칠디르 (아칼트시케)의 파샤에게 굴복했다. 아자르인의 일부는 다른 조지아 지역들로 피신했다. 남아있던 사람들은 강제적으로 이슬람교로 개종되었다. 그럼에도 불구하고 1770년대 까지, 대부분의 아자르 소작농들은 성장했고 1820년대 이후에는 더 그랬다. 1853~1856년에 크림 전쟁과 1877~1878년에 러시아-튀르크 전쟁 기간동안에, 수천명의 아자리야인들이 오스만 군대에 징병되었다.

## 러시아 통치 하의 아자리야
오스만이 1787년 3월 3일에 아자리야(튀르크 통치 하의 아자리스탄이라고 불렸음)를 러시아 제국에 양도했다. 러시아 통치 아래서 이슬람교를 압박했고, 수천명의 무슬림인들이 피난처를 찾아서 무하지로바(무하지르 (캅카스) 참조)라고 불리는 이주 절차를 통해 그 지역에서 튀르키예로 피신했다. 오스만에 의한 자금조달로, 복수자들이라고 알려진 테러 조직이 러시아 장교와 공무원, 뿐만아니라 제국 주둔에 동참했던 아자리야인들까지도 죽이려고 했다. 그럼에도 불구하고 많은 아자리야인들은 러시아에게 충성했고 그럼으로 그들은 다른 조지아들과 재통합 될 수있는 최고의 기회를 마련했다.
1878년 베를린 의회는 바투미 지역의 수도를 포르투 프랑코 또는 자유 무역항으로 공표했다. 그 도시는 1880년대 말 무렵에 중요한 항구 및 공업 도시가 되었다. 20세기에 들어서, 바투미는 바쿠의 석유 생산지와 최초의 송유관 중에 하나(바쿠-바투미 송유관)와 철도로 연결됐고 세계에서 가장 중요한 항구 중에 한 곳이 되었다. 1892년 6월 22일에 거대한 유조선 "마루크스"가 바투미를 떠나 타이의 방콕으로 갔고, 수에즈 운하를 항해한 최초의 유조선이 되었다.
그 지역(러시아 통치 하에서 바툼 옵라스트 라고 했음)에서 1905년 러시아 혁명~1907년 기간 동안에 무수한 파업들과 유혈 탄압이 목격되었다.
제1차 세계대전 기간 동안에 (튀르키예로 이주한) 아자리아인 무하지르들은 튀르키예군 소속 부대에 징병되었다. 러시아 군대의 철수로1917년 12월 18일의 휴전에 잇따랐고, 1918년 4월 14일에는 오스만의 제37기 캅카스 부대가 바투미에 입성했다.
1915년에, 진행 중의 오스만 제국에 대항하는 전쟁 과정에서, 러시아 행정부는 "고질인" 러시아-골칫거리 무슬림들을 바투미 지역에서 내부 러시아 주로의 송환 절차를 시작했고, 조지아 지성인들은 그 송환에 항의를 표했다. 러시아 두마에서 조지아의 의원들은 "그들의 무슬림 종교에도 불구하고 조지아인들이고 그러므로 러시아의 충의가 있는" 무슬림들은 튀르크가 아니라 아자리야로 송환되어야 한다고 공언했다. 그들의 항변의 결과로, 러시아의 게오르게 미하일로비치 대공 무슬림 인구조사를 주재했고 그 아자리야인들은 러시아 정치 제도에 적의가 없다는 수많은 보고들로 결말 지었다. 아자리아인 불충을 탄원한 코사크인들과 아르메니아인들은 비난받았고 지방 무슬림들은 폭력 대결을 부추기는 그들을 고발했다. 종내는, 러시아의 니콜라이 니콜라예비치 대공은 아자리야 지도자들과 회담하자고 설득했고, 그는 그들에게 충성심이 있다고 판결 내리기도 했다. 1917년 러시아 혁명이 1918년 1월에 끝나기 전까지는 아자리야인들의 반역을 의심하는 인구조사는 종결되지 않았다.

## 영국의 점령

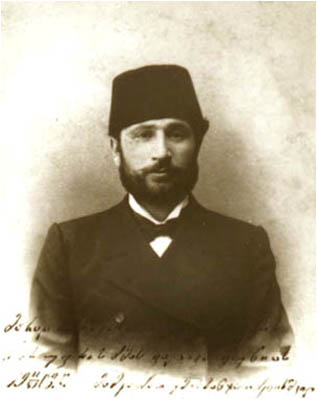
메메드 아바시제, 아자리야의 메질리스 지도자

1919년 1월 12일에 그레이트 브리튼 아일랜드 연합 왕국의 원정군이 튀르키예 병력들을 대신하여 바투미에 상륙했다. 러시아 입헌민주당의 P. 마스로프가 의장을 맡은 바툼 지역 의회는 1918년 12월 21일부터 1919년 4월 28일까지 아자리야의 통치 권한이 일시적으로 주어졌다. 1918~1919년에 메메드 아바시제가 회장인 무슬림 조지아인 해방 위원회는 조지아 국경 안에 종교 방침에 있어서 자치권이 성립 되었음을 반복적으로 증명했다. 그 활동의 전개는, 1919년 9월 13일 기본형 의회인 매질리스가 바툼에서 소집되었다. 아바시제의 당파는 자치권을 향한 추진의 뜻이 강력한 친조지아의 아자리야인들에 둘러싸여 있을지라도 조지아와의 통합을 옹호했다. 세다이 밀레스(터기어: "사람들의 목소리")로 알려진 다른 수가 매우 많지는 않은 단체는 친 그리고 범-튀르키예 사상을 선전했다.
1919년 8월 15일에, 브리튼 병력들이 캅카스에서 철군하기 시작했다. 바툼의 분할된 본부는 바툼의 군사 지배권을 Br.-젠. W. J. N. 쿠키-콜리스 에게 넘겨주고 콘스탄티노플로 떠났다. 1920년 3월 4일에, 임명된 쿠키-콜리스는 바쿰에서 군대의 내부-동맹을 명령했다. 1920년 7월 14일에 그 군대는 바툼에서 물러났다.

## 조지아 민주공화국의 아자리야
브리튼의 집행부는 1920년 7월 20일에 이 지역을 조지아에게 양도했다. 볼셰비키와 러시아의 요원들은 일련의 사보타주와 테러 결사대를 조직했다. 민주주의 조지아 집행부는 소비에트 통치 하에 있음을 실감하기만 할뿐이었는데도, 아자리야의 자치주의 사상을 수용했다.
조지아의 소비에트 침입 기간 동안에, 튀르키예 군대가 1921년 3월 11일에 바투미에 출현했고 1921년 3월 18일에 기오르기 마즈냐슈빌리 장군 지휘 하의 조지아 부대에 의해 격퇴 당할 때까지 도시를 점령했다 바투비에서의 소비에트 통치가 그 다음날 공표되었다. 튀르키예는 1921년 3월 16일에 소비에트-튀르키예 카르스 조약에 의해 그 지역이 그루지야 SSR의 일부 지역임을 승인했다. .

## 소비에트 통치 하의 아자리야
소비에트 정부는 1921년 7월 16일에 아자르 소비에트 사회주의 자치공화국을 공표했다. 튀르키예는 아자르의 혼혈 인구에서 무슬림들의 이익을 위해 아자리야에게 자치권이 부여되는 조건으로 그 지역을 볼셰비키에게 양도했다. 그러한 양도는 모스크바가 바투미의 중요한 흑해 항구에 조지아의 완전한 통제권이 주어짐을 방지하려는 목적도 있었고, 튀르키예에서 생활하는 조지아계 무슬림들에게 공산주의 성향을 북돋으려는 목적도 있는 것으로 생각됐다. 이오시프 스탈린 통치 하에서, 기독교와 마찬가지로 이슬람교도 억제되었다.
1929년 4월, 아자리야 산악의 무슬림 마을 사람들은 강제적인 집산주의화와 종교 박해에 대항하여 봉기했다. 소비에트 부대들이 동원됐고 반란은 순식간에 누그러졌다. 수천명의 아자리야인들이 공화국 밖으로 추방됐다.

## 아슬란 아바시제 통치 하의 아자리야

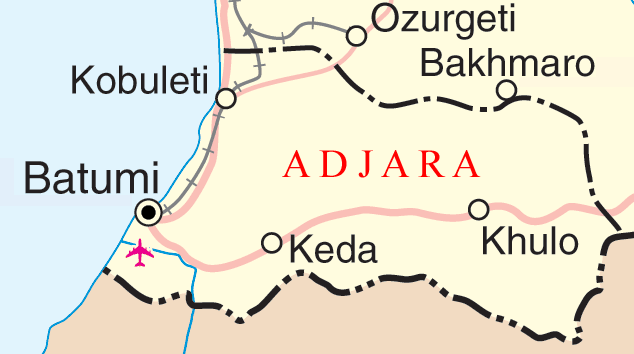
아자리야

2000~2004년에 아자리야 국기

조지아의 첫 번째 민주주의 의회와 대통령 선거에 따라, 즈비아드 감사후르디아는 아슬란 아바시제가 지역 자치의 지위를 소멸사키는데 일조 할 것으로 기대하고 1991년 3월 15일에 아바시제를 아자리야 최고 의회 의장으로 임명했다. 그러나 감사후르디아가 아자리야 자치권의 폐지를 제안했을 때, 아바시제는 항변을 일으키기 위해 아자리야인을 특히 지역 무슬림이라고 불렀다. 중앙의 조지아 당국과의 긴장이 계속됐다. 1991년 4월 22일에, 친아바시제 항변자들은 몇몇 공무원들의 즉각적인 사퇴를 요구하며 중심 바투미의 행정상의 건물로 쇄도했다. 항변자들은 아바시제의 지역에서의 세력 기반 성립을 효율적으로 이용했다. 이미 트빌리시에 몰아닥친 심각한 내부 갈등에 직면한 감사후르디아는 아자리야의 사건들에 간섭하기 꺼려했다. 소란 중에, 최고 소비에트 의장대리이며 아자리야에서 감사후르디아의 가장 고위층의 지지자인 보다르 임나제가 매우 논쟁의 여지가 있는 상황에서 살해당했다. 바투비 측에서는, 민나제의 손에는 총이 들려있었고 아바시제의 집무실에서 폭파를 시도하다가 경호원의 총에 맞았다고 한다. 트빌리시-통제의 대중매체는 사유불명의 죽음으로 간약히 보도했다. 그러나 많은 주장들은 임나제가 집무실에서 논쟁하던 중에 아바시제에 의해 살해당했다고 한다.
아바시제의 자치권에 대한 엄한 통제하에서, 아자리야는 조지아 내전 기간 동안에 상대적인 정치적 안적과 경제적 번영을 누렸다. 그러나, 대다수의 아자리야인들은 수많은 경제 계획과 해외투자에도 불구하고 빈민에 머물렀다. 1997년 10월 24일에, 아자리야는
유럽 지역 의회(AER)의 완전환 회원이 되었다.
중앙 당국과 지역 정부와의 관계는 긴장됐다. 아자리야 지도부는 종종 중앙 당국의 예산을 위한 세금을 내는 것을 거절했다. 아바시제에게는 문화, 바투비 해항, 다른 전략적 대상들에 대하여 전체적인 통제권이 있었다. 그는 그 자신을 위한 준-공식적인 무장 부대를 만들었고 조지아 국방부의 바투미-기지의 25번째 여단의 모든 통제권을 손에 넣었다.
중앙 당국은 바투미-기지의 러시아 군대의 부대가 아자리야의 독재자를 위한 세력 기반이라고 주장했고 아바시제의 친러시아 순응 태도를 비판했다.
조지아의 과거-대통령 에두아르드 셰바르드나제는 1992~2003년의 그의 통치 기간 중에 아바시제와 화해하려고 얼마간 그 지역을 방문한 적이 있다. 그들이 도달한 타협의 유형으로는 아자리야가 더 큰 자치권의 지위를 획득했고, 아바시제는 조지아 대통령 선거에 입후보 하는데 동의하지 않았으며, 셰바르드나제는 아자리야에서 아바시제의 권력 유지를 허락했다는 것이다. 후자의 경우 조지아 민주주의 재건 연합이 1995년 의회 선거로 셰바르드나제의 조지아 시민 연합 당 통치와 결합했다는 것이지만, 선거 후에는 셰바르드나제와 관계는 단절되었다.
아바시제의 재건 당에는 조지아 의회에 30명의 의원이 있었고 트빌리시 중앙 당국에 대한 온건한 반대 세력으로 보였다. 조지아에서 2003년의 부정선거와 잇따라 일어난 "장미 혁명" 이후에, 아바시제는 "군사 쿠테타"로 인한 2003년 셰바르트나제의 추방 상황을 설명했다.

## 아자리야 위기
셰바르드나제의 파면 직후인, 2003년 11월 23년에, 아슬란 아바시제는 아자리야에 비상 태세를 발령했다. 그럼에도 불구하고, 아자리야는 2004년 1월 4일 조지아 대통령 선거에 참여했고, 선거의 결과로 미헤일 사카슈빌리가 당선됐다. 사카슈빌리는 아자리야의 지도자에게 조지아 헌법에 따를 것과 군대의 해산을 명령했다. 2004년 5월에, 아바시제는 조지아 군대가 침입을 준비한다고 주장했다. 그의 군대는 아자리야와 조지아의 다머지 지역들을 연결하는 다리들을 폭파했다. 비상 사태가 5월 4일의 지방의 반대 시위대의 분산에 뒤따라 발령되었다. 그 사태는 같은날 대규모 시위 후반 까지도 촉매 역할을 하였다. 아자리야에서 전체적으로 수만명이 아바시제의 사임을 요구하기 위해 바투미로 향했다. 지방의 항변자들이 중심 바투비를 점령했을 때 5월 6일, 아바시제의 입장은 옹오할 수 없게 되었고 조지아 특수부대는 그 지역으로 진입하여 친아바시제 단체들을 무장해제 시키기 시작했다. 러시아 임원 이고리 이바노프와의 밤샘 회담 이후, 아바시제씨는 퇴진했고 모스크바로 떠났다.

## 후기-아바시제 시대

아자리야의 국기 (2004년에 채택)

2004년 5월 7일에 아자리야에서 대통령 직접 통치가 강요되었고, 새로운 지방 선거가 그 지역에서 열릴 수있기 전에, 자치공화국의 발족을 위해 20인의 가협정 의회가 구성되었다. 레반 바르샬로미제가 가협정 의회의 의장으로 임명되었다.
지역 의회들의 선거가 6월 20일에 열렸고. 승리를 거둔 아자리야, 사카슈빌리 대통령의 지지를 받은 당은 28석/30석으로 지역 입법기관에서 승리를 거두었다. 모자란 2석은 사카슈빌리의 이전 협력자들인 공화당원들이 점유했다. 그들이 투표의 15% 이하에서 승리한 뒤에, 공화당에서의 득표수 조작 탄원이 제기 됐다. 7월 20일, 아자리야 최고 의회는 레반 바르샬로미제를 자치공화국 정부의 의장으로 임명했다.
중앙과 지역 정부들의 지역적인 정책은 그 지역에 해외 투자 유치에 초점을 둔다. 대규모의 민영화 정책은 그 목적을 위해서 발의되었다.
조지아의 반대파들과 몇몇 유럽인 단체의 감시자들은 아자리야의 현재 재위를 비판하고 조지아 중앙 정부가 자치권의 지위를 명목상 지위로 격하 시켰다고 한다. 몇몇 요구들이, 특히 대중 매체에서, 인권 침해에 대하여 다루어지고 있다.
러시아군의 주둔은 그 지역의 또 다른 과제이다. 1999년 이스탄불 OSCE 정상 회담에서, 러시아는 군사 기지를 철군하겠다고 약속했고 거듭되는 협상의 오래끄는 변화는, 2008년 쯤에 기자가 철군 할 때까지, 조지아와의 커다란 긴장 상태의 원인으로 남아있었다.

## 같이 보기
- 조지아의 역사
- 바투미의 역사

## 참고 문헌
1. ↑  Eric Lohr (2003), Nationalizing the Russian Empire: the Campaign against Enemy Aliens during World War I, pp. 151-2, 220-1. Harvard University Press, ISBN 0-674-01041-8.
2. ↑  Peter Malcolm Holt, Ann K. S. Lambton, Bernard Lewis (1977), The Cambridge history of Islam, p. 639. Cambridge University Press, ISBN 0-521-29136-4